# Governo Necker II
Il Governo Necker II è stato il ventesimo esecutivo del Regno di Francia, in carica dal 16 luglio 1789 al 3 settembre 1790. 
Il governo si formò a seguito del licenziamento del Governo Breteuil, che dopo la Presa della Bastiglia (14 luglio) si era rivelato incapace di gestire la sommossa popolare. Tornò allora al potere Jacques Necker, che tentò inutilmente di opporsi alle decisioni dell'Assemblea Nazionale Costituente (confisca dei beni del clero) ed infine rassegnò le dimissioni il 16 luglio assieme ai suoi ministri.

## Composizione
| Presidenza                                                                                              | Presidenza | Presidenza                                 | Presidenza | Presidenza | Presidenza |
| Segretariato                                                                                            | Titolare   | Titolare                                   | Titolare   | Partito    |            |
| --- | ---------- | ------------------------------------------ | ---------- | ---------- | ---------- |
| Principale Ministro di Stato Presidente del Consiglio delle Finanze Direttore generale del Tesoro Reale |            | Jacques Necker                             |            |            |            |
| Ministri di Stato                                                                                       |            |                                            |            |            |            |
| Segretariato                                                                                            | Titolare   | Titolare                                   | Titolare   | Partito    |            |
| Ministro di Stato per le province interne                                                               |            | François-Emmanuel Guignard de Saint-Priest |            |            |            |
| Ministro di Stato per le province di confine                                                            |            | Jean-Frédéric de La Tour du Pin Gouvernet  |            |            |            |
| Ministro di Stato per le colonie                                                                        |            | Cesar Henri de La Luzerne                  |            |            |            |
| Ministri                                                                                                |            |                                            |            |            |            |
| Segretariato                                                                                            | Titolare   | Titolare                                   | Titolare   | Partito    |            |
| Cancelliere                                                                                             |            | René Nicolas de Maupeou                    |            |            |            |
| Segretario di stato per gli affari esteri                                                               |            | Armand Marc de Montmorin-Saint-Hérem       |            |            |            |
| Segretario di stato per la guerra                                                                       |            | Jean-Frédéric de La Tour du Pin Gouvernet  |            |            |            |
| Segretario di stato per la marina                                                                       |            | Cesar Henri de La Luzerne                  |            |            |            |
| Controllore generale delle finanze                                                                      |            | Claude Guillaume Lambert                   |            |            |            |
| Ministri senza portafoglio                                                                              |            |                                            |            |            |            |
| Segretariato                                                                                            | Titolare   | Titolare                                   | Titolare   | Partito    |            |
| Segretario di stato della Maison du Roi e per gli affari religiosi                                      |            | François-Emmanuel Guignard de Saint-Priest |            |            |            |